# A State of Trance 2007
A State of Trance 2007 – czwarta kompilacja z serii A State of Trance, holenderskiego DJ-a, Armina van Buurena. Na wydawnictwo składają się dwie płyty CD, wydane przez Armada Music.

## Lista utworów

### Disc 1On the Beach
1. Cerf, Mitiska & Jaren – Light The Skies (Retrobyte's Classic Electrobounce Mix) [6:07]
2. Chris Lake feat. Emma Hewitt – Carry Me Away [6:15]
3. Sultan & Ned – Together We Rise [6:00]
4. DJ Shah feat. Adrina Thorpe – Who Will Find Me [9:15]
5. Kirsty Hawkshaw meets Tenishia – Reasons To Forgive [7:00]
6. Rio Addicts – The Distance [5:21]
7. Jose Amnesia feat. Jennifer Rene – Wouldn't Change A Thing [5:18]
8. Sunlounger – In & Out (DJ Shah Rework) [7:02]
9. Alex Bartlett feat. Anthya – Touch The Sun (Rank 1 Remix) [4:20]
10. The Blizzard – Kalopsia [6:19]
11. Kyau & Albert – Always A Fool [6:12]
12. Global Illumination – Tremble [6:53]

### Disc 2In the Club
1. Armin van Buuren – Miserere [2:20]
2. Armin van Buuren – Rush Hour [7:49]
3. Terry Ferminal vs. Mark Sherry – Walk Away (Terry Ferminal Mix) [4:14]
4. Albert Vorne – Formentera What (Gareth Emery Remix) [4:35]
5. Michael Dow – Ascent [4:53]
6. Rex Mundi – Perspective [4:14]
7. Ronski Speed vs Rex Mundi – The Perspective Space (Markus Schultz Mashup) [2:36]
8. Markus Schulz vs. Chakra – I Am [5:47]
9. First State – Evergreen [7:07]
10. Mike Foyle – Firefly [4:11]
11. Nic Chagall – What You Need (Hard Dub) [4:52]
12. Filo & Peri feat. Eric Lumiere – Anthem [4:02]
13. Lost Witness vs. Sassot – Whatever (Aly & Fila Remix) [3:58]
14. FKN feat. Jahala – Why? (Aly & Fila Remix) [5:07]
15. Sophie Sugar – Day Seven [3:14]
16. Sean Tyas presents Logistic – One More Night Out [6:09]